# Middleville (Michigan)
Middleville is een plaats (village) in de Amerikaanse staat Michigan, en valt bestuurlijk gezien onder Barry County.

## Demografie
Bij de volkstelling in 2000 werd het aantal inwoners vastgesteld op 2721.
In 2006 is het aantal inwoners door het United States Census Bureau geschat op 2781, een stijging van 60 (2.2%).

## Geografie
Volgens het United States Census Bureau beslaat de plaats een oppervlakte van
5,6 km², waarvan 5,4 km² land en 0,2 km² water. Middleville ligt op ongeveer 229 m boven zeeniveau.

## Plaatsen in de nabije omgeving
De onderstaande figuur toont nabijgelegen plaatsen in een straal van 24 km rond Middleville.